# Campaña del golfo Pérsico de 1819
La campaña del golfo Pérsico de 1819 fue una expedición punitiva británica, principalmente dirigida contra la fuerza marítima árabe de Al Qasimi en el golfo Pérsico, que se embarcó desde Bombay, India, en noviembre de 1819 para atacar Ras al-Khaimah. La campaña fue un éxito militar para los británicos y dio lugar a la firma del Tratado Marítimo General de 1820 entre los británicos y los jeques de lo que entonces se conocía como la «Costa Pirata», que a partir de entonces se pasaría a conocer como la «Costa de la Tregua» después de este tratado, en el territorio que hoy comprende los Emiratos Árabes Unidos.

## Antecedentes
Después de décadas de incidentes en los que la navegación británica se había enfrentado a la agresiva dinastía Al Qasimi, una fuerza expedicionaria se embarcó hacia Ras al-Khaimah en 1809. Esta campaña llevó a la firma de un tratado de paz entre los británicos y Hussan Bin Rahmah, el líder de los Al Qasimi. Esta situación llegó a su fin en 1815. J. G. Lorimer sostiene que después de la disolución del acuerdo, el Al Qasimi «ahora se entregó a un carnaval de ilegalidad marítima, al que incluso su propio registro anterior no presentaba paralelo.»
En 1815, la tripulación de un barco indio británico fue capturada por Al Qasimi cerca de Mascate y la mayoría de la tripulación fue asesinada. Luego, el 6 de enero, Al Qasimi capturó a un patamar armado, el Deriah Dowlut, frente a la costa de Dwarka, y asesinó a 17 de sus 38 tripulantes indios. En el mar Rojo, en 1816, fueron tomados tres buques mercantes indios de bandera británica de Surat y la mayoría de las tripulaciones fueron asesinados.
Tras el incidente que involucró a los buques de Surat (que se dice que fue llevado a cabo por Amir Ibrahim, un primo del gobernante de Al Qasimi Hassan Bin Rahmah) se llevó a cabo una investigación y la nave Ariel fue enviada a Ras al-Khaimah desde Bushehr, a donde regresó con una negación rotunda de participación en el asunto por parte de los Al Qasimi, quienes también se esforzaron en señalar que no se habían comprometido a reconocer a los «hindúes idólatras» como súbditos británicos, y mucho menos a nadie de la costa oeste de la India que no fuera de Bombay y Mangalore.
Un pequeño escuadrón se reunió frente a Ras al-Khaimah y, dado que el sultán Hassan seguía siendo «obstinado», abrió fuego contra cuatro barcos anclados allí. Disparando desde una distancia demasiado larga, el escuadrón gastó unas 350 rondas sin ningún efecto; luego volvieron por separado, visitando otros puertos de la costa. Como era de esperar, dado este castigo ineficaz, Lorimer informa que «la temeridad de los piratas aumentó» y siguieron más incursiones en el transporte marítimo, incluida la toma de «un barco árabe pero con oficiales ingleses y con bandera inglesa» a solo 112 km al norte de Bombay.
Después de un año adicional de incidentes recurrentes, a fines de 1818 Hassan bin Rahmah hizo propuestas conciliatorias a Bombay que fueron «severamente rechazadas». Los recursos navales comandados por Al Qasimi durante este período se estimaron en alrededor de 60 barcos grandes con sede en Ras al-Khaimah, que transportaban de 80 a 300 hombres cada uno, así como 40 barcos más pequeños alojados en otros puertos cercanos.
El caso contra Al Qasimi ha sido impugnado por el historiador, escritor y gobernante de Sharjah, Sultan bin Mohammed al-Qasimi en su libro The Myth of Arab Piracy in the Gulf, en el que argumenta que los cargos equivalen a un 'casus belli' por parte de la Compañía Británica de las Indias Orientales, que buscaba limitar o eliminar el comercio árabe informal con la India, y presenta una serie de comunicaciones internas entre el gobierno de Bombay y sus funcionarios, que arrojan dudas sobre muchos de los cargos clave hechos por Lorimer en su historia del asunto. En ese momento, el Secretario en Jefe del Gobierno de Bombay, F. Warden, presentó un acta en la que se culpaba de la piratería a la influencia wahabí en Al Qasimi y la interferencia de la Compañía de las Indias Orientales en los asuntos nativos. Warden también argumentó con éxito en contra de una propuesta para instalar al sultán de Mascate como gobernante de toda la península. Los argumentos y propuestas de Warden probablemente influyeron en la forma del eventual tratado concluido con los jeques de la costa del Golfo.

## Fuerza expedicionaria
En noviembre de 1819, los británicos se embarcaron en una expedición contra Al Qasimi, dirigida por el general de división William Keir Grant, viajando a Ras al-Khaimah con una fuerza de 3000 soldados. Los británicos extendieron una oferta a Said bin Sultán de Mascate en la que sería nombrado gobernante de la Costa Pirata si aceptaba ayudar a los británicos en su expedición. Obligatoriamente, envió una fuerza de 600 hombres y dos barcos.

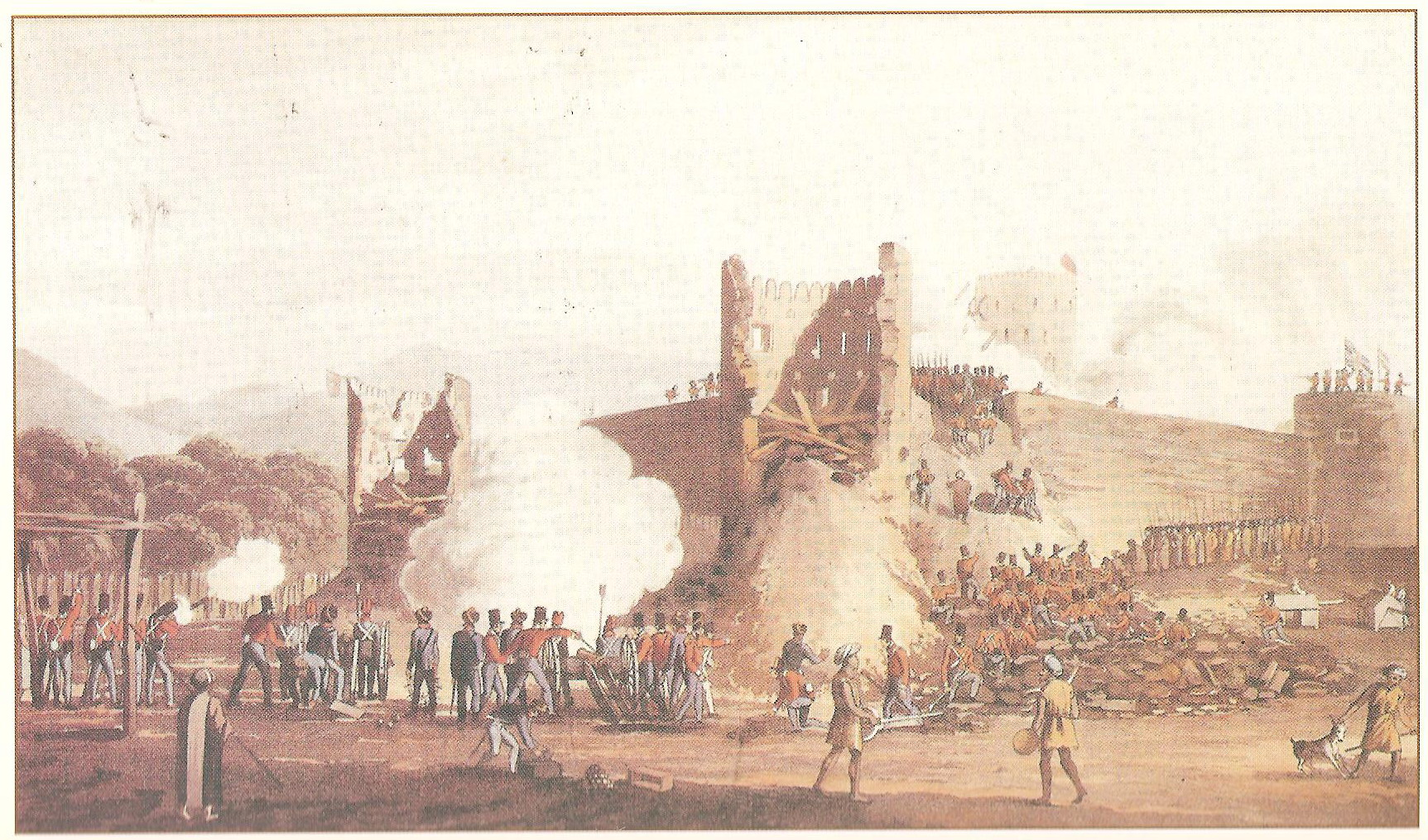
Ras al-Khaimah cae ante las fuerzas británicas el 9 de diciembre de 1819.

La fuerza naval estaba formada por las fragatas Liverpool y Eden, y el brig-sloop Curlew, además de varios barcos armados con cañones y morteros. El capitán Collier, del Liverpool, dirigió la fuerza naval. El Marina de Bombay de la Compañía de las Indias Orientales (EIC) contribuyó con seis buques armados: el Teignmouth de 16 cañones bajo el mando del capitán Hall, el capitán senior de la EIC, el Benares de 16 cañones, el Aurora de 14 cañones, el Nautilus de 14 cañones, el Ariel de 12 cañones y el Vestal de 12 cañones. Posteriormente se unieron a la expedición dos fragatas y 600 hombres pertenecientes al sultán de Mascate.
En el lado del ejército, Grant comandó unas 3000 tropas en transportes, incluidos los 47.° y 65.° regimientos de Infantería, el 1.° batallón del 2.° regimiento de Infantería Nativa, las compañías de flanco del 1.° batallón del 3.° regimiento de Infantería Nativa y del batallón de Infantería de Marina, además de media compañía de pioneros. En total, participaron en la expedición 1645 soldados e infantes de marina europeos y 1424 cipayos indios.
La fuerza se reunió frente a la costa de Ras al-Khaimah los días 25 y 26 de noviembre y, el 2 y el 3 de diciembre, se desembarcaron tropas al sur de la ciudad y se instalaron baterías de cañones y morteros. El 5 de diciembre, la ciudad fue bombardeada desde tierra y mar al mismo tiempo. Collier puso al capitán Walpole del Curlew a cargo de los cañoneros y una pinaza armada para proteger el desembarco, que, sin embargo, no tuvo oposición. El bombardeo de la ciudad comenzó el 6 de diciembre, desde baterías desembarcadas de cañones y morteros de 12 libras, así como desde el mar. El 7 de diciembre, se agregaron dos cañones de 24 libras del Liverpool a las baterías terrestres.
La derrota de Ras al-Khaimah provocó solo cinco bajas británicas en comparación con las 400 a 1000 bajas que supuestamente sufrieron los Al Qasimi.

## Caída del fuerte Dhayah
Tras la caída de Ras al-Khaimah, se enviaron tres cruceros para bloquear Rams hacia el norte, y esté lugar también se encontró desierto y sus habitantes se retiraron al fuerte supuestamente inexpugnable en la cima de la colina de Dhayah.

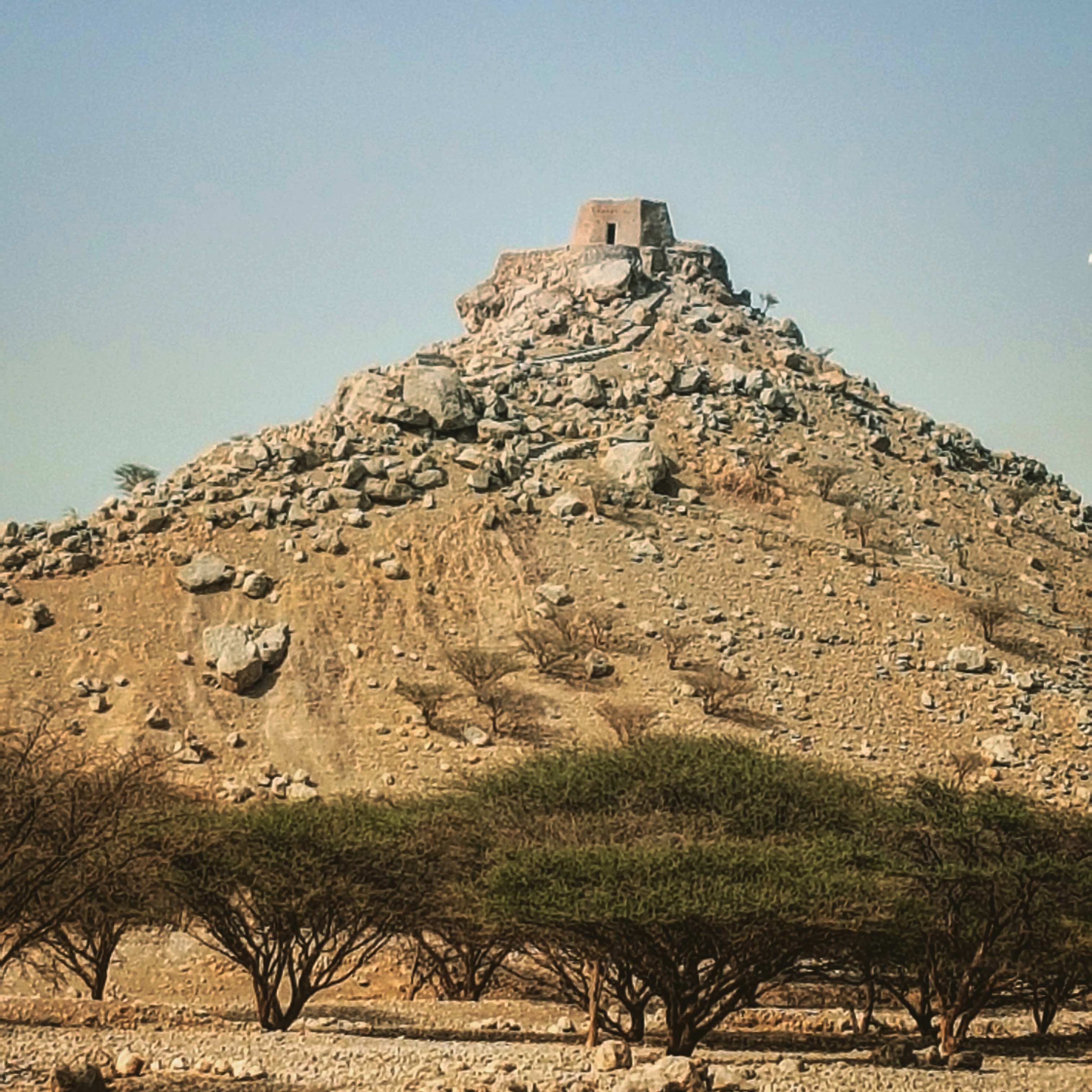
El fuerte de la colina de Dhayah, en Ras al-Khaimah, Emiratos Árabes Unidos.

Los británicos desembarcaron una fuerza el 18 de diciembre, que se abrió camino tierra adentro a través de plantaciones de dátiles hasta el fuerte Dhayah el 19. Allí, 398 hombres y otros 400 mujeres y niños resistieron, sin saneamiento, agua ni protección eficaz contra el sol, durante tres días bajo el intenso fuego de morteros y cañones de 12 libras.
Los dos cañones de 24 libras del HMS Liverpool que se habían utilizado para bombardear Ras al-Khaimah desde el lado de la tierra fueron nuevamente utilizados y arrastrados a través de la llanura desde los manglares costeros de Rams, un viaje de unas cinco kilómetros. Cada uno de los cañones pesaba más de dos toneladas. Después de soportar dos horas de fuego continuo de los grandes cañones, que traspasaron las murallas del fuerte, el último de los Al Qasimi se rindió a las 10:30 de la mañana del 22 de diciembre.
Muchas de las personas que estaban dentro del fuerte eran pastores y agricultores que habían huido allí a la llegada de los británicos y de las 398 personas que se rindieron, solo 177 fueron identificadas como combatientes. La bandera británica se izó brevemente desde el fuerte antes de hacerlo volar. Las pérdidas británicas de la acción en Dhayah incluyeron un oficial y tres hombres muertos y dieciséis heridos.
La fuerza expedicionaria británica arrasó con la ciudad de Ras al-Khaimah y estableció allí una guarnición de 800 cipayos con artillería, antes de avanzar hacía al-Jazirah al-Hamra, que se encontraba desierta. Continuaron destruyendo las fortificaciones y los buques más grandes de Umm al-Qawain, Ajman, Fasht, Sharjah, Abu Hail y Dubái. También fueron destruidos diez barcos que se habían refugiado en Baréin. La Royal Navy no sufrió bajas durante la acción.

## Tratado Marítimo General de 1820
Con los jeques de estas comunidades en cautiverio o eligiendo entregarse, se propuso un tratado para regular las relaciones pacíficas en el futuro, el Tratado General de Paz Marítima de 1820. El tratado abre con la frase «En el nombre de Dios, ¡el misericordioso, el compasivo! Alabado sea Dios, que ha ordenado que la paz sea una bendición para sus criaturas.»
Bajo los auspicios del representante del Reino Unido, Sir William Keir Grant, el tratado prohibió la piratería y la esclavitud en el golfo Pérsico, y requirió que todos los barcos utilizables se registraran con las fuerzas británicas enarbolando banderas rojas y blancas distintivas que existen hoy en día como las banderas de los respectivos Emiratos.
El tratado fue firmado por los jeques de Khatt y Falaya; al-Jazirah al-Hamra; Abu Dabi, Rams y Dhayah, Dubái, Sharjah, Ajman y Umm al-Qawain. Iba a conducir a una paz permanente y a una era de prosperidad sin precedentes, así como a establecer comunidades comerciales costeras prósperas, algunas de las cuales crecerían hasta convertirse en ciudades globales.